# تیم ملی فوتسال لیبی
تیم ملی فوتسال لیبی نماینده لیبی در مسابقات بین‌المللی فوتسال و یکی از تیم‌های فوتسال آفریقایی است.